# 心理学公报
《心理学公报》（Psychological Bulletin）是一份心理学学术期刊，由约翰·霍普金斯大学的心理学家詹姆斯·马克·鲍德温创刊于1904年，当时他刚刚收购了他和詹姆斯·麦基恩·卡特尔两人在10年前创办的《心理学评论》（Psychological Review）。1909年，鲍德温由于丑闻被迫从约翰·霍普金斯大学辞职，并将两份杂志的主编位置让给了约翰·布罗德斯·华生。《心理学公报》的所有权转给了霍华德·沃伦，最后又捐赠给了美国心理学会，直到今日。